# Decatur (Texas)
Decatur és una població dels Estats Units a l'estat de Texas. Segons el cens del 2008 tenia 6.432 habitants.

## Demografia
Segons el cens del 2000, Decatur tenia 5.201 habitants. La densitat de població era de 288,5 habitants/km².
Per edats la població es repartia de la següent manera: un 27,2% tenia menys de 18 anys, un 10,5% entre 18 i 24, un 28,1% entre 25 i 44, un 18,7% de 45 a 60 i un 15,5% 65 anys o més.
L'edat mediana era de 34 anys. Per cada 100 dones de 18 o més anys hi havia 86,7 homes.
Cap de les famílies estaven per davall del llindar de pobresa.

## Poblacions properes
El següent diagrama mostra les poblacions més properes.